# 阿扎克乡
阿扎克乡，是中华人民共和国新疆维吾尔自治区克孜勒苏柯尔克孜自治州阿图什市下辖的一个乡镇级行政单位。

## 行政区划
阿扎克乡下辖以下地区：
阿扎克村、布亚买提村、提坚村、尤库日伊什塔其村、托万伊什塔其村、铁提尔村、麦依村、兰干村、库兰其村、英巴克村、伯干村、翁艾日克村、库木萨克村、库库力克村和农场村。